# Thelotrema conferendum
Thelotrema conferendum är en lavart som beskrevs av Hale 1975. Thelotrema conferendum ingår i släktet Thelotrema och familjen Thelotremataceae.   Inga underarter finns listade i Catalogue of Life.